# مارسيلو ميغيل
مارسيلو ميغيل (بالبرتغالية: Marcelo Miguel Pelissari‏) (مواليد 20 أغسطس 1975)، هو لاعب كرة قدم سابق كان يلعب كمدافع.

## وصلات خارجية
- مارسيلو ميغيل على موقع الاتحاد الدولي (مؤرشف)  (الإنجليزية)
- مارسيلو ميغيل على موقع رابطة كرة القدم اليابانية للمحترفين (اليابانية)
- مارسيلو ميغيل على موقع قاعدة بيانات كرة القدم.إي يو (الإنجليزية)
- مارسيلو ميغيل على موقع عالم كرة القدم.نت (الإنجليزية)